# Jméno růže (film)
Jméno růže (v originále Il nome della Rosa) je italský-německo-francouzsko film z roku 1986 natočený podle stejnojmenné knihy Umberta Eca. Režie se ujal Jean-Jacques Annaud a v hlavní roli si zahrál Sean Connery.
Předlohou je kniha nesmírně komplikovaná, scénář si vybírá zjednodušenou dějovou linii a detektivní zápletku. Divák filmu, který nečetl knihu, nepochopí, proč se dílo jmenuje Jméno růže.

## Děj
Již postarší mnich Adso z Melku se ve vzpomínkách vrací do doby, kdy jako prostý novic trávil spolu se svým učitelem Williamem z Baskervillu několik dramatických dnů v benediktinském opatství ztraceném v horách severní Itálie.
Na konci roku 1327 otřásly opatstvím strašlivé vraždy. V klášteře se má také uskutečnit disputace v rámci sporu papeže s františkánským řádem o chudobě Ježíše Krista, k jejíž účasti je povolán učený anglický mnich William z Baskervillu. Do opatství přijíždí spolu s mladým novicem Adsonem z Melku. Opat, který zná Williamovu inkviziční minulost, mu svěří choulostivé případy úmrtí, k nimž došlo uvnitř kláštera, neboť mnozí mniši jsou přesvědčeni, že je způsobily úklady ďábla. Důkazem toho je, že oběti měly prsty a jazyky intenzivně černé barvy. William však není o této verzi přesvědčen a věří, že vrah je ve skutečnosti uvnitř opatství.
William s Adsonem se ocitnou v nepřátelském prostředí, mnozí mniši na ně pohlížejí s podezřením. Mladý Adso se krátce setkává s dívkou z chudé vesnice na úpatí kláštera, kde obyvatelé žijí v hladu a bídě; výměnou za příslib věčné spásy jsou nuceni zásobovat opatství potravinami. Vyšetřování začíná ihned smrtí mladého mnicha, iluminátora Adelma z Otranta, jehož tělo bylo po bouři nalezeno na úpatí vysokých zdí opatství; William okamžitě prohlásí, že šlo o sebevraždu. Během svého pátrání se seznámí se dvěma mnichy, Jorgem z Burgosu, starým a slepým, nepřátelským k veselým komediím, smíchu a druhé knize Aristotelovy Poetiky, a se znetvořeným Salvatorem, mnichem, který mluví jazykem smíšeným lidovou řečí a latinou (s francouzskými, anglickými a španělskými slovy) a o němž se ukáže, že byl dříve dolcinitou, členem z hlediska katolické církve kacířské sekty.
Záhadná úmrtí pokračují a tentokrát je to Venantius, řecký překladatel pracující ve skriptoriu, jehož tělo je nalezeno ponořené hlavou dolů ve velké nádobě s krví čerstvě poražených vepřů. William se domnívá, že obě úmrtí spolu souvisejí, a zjistí, že oběť, která má černé prsty a černý jazyk, byla Adelmovým přítelem. V noci Adso náhodou přistihne v kuchyni opět stejnou mladou dívku z vesnice, která se skrývá před sklepníkem Remigiem z Varagine, jenž jí výměnou za sexuální služby poskytuje jídlo. Dívka se novicovi oddá a oba spolu prožijí vášnivý tělesný styk; Adso je vzhledem ke svému postavení řeholníka znepokojen, ale jeho mistr ho utěšuje, že se to sice už nikdy nesmí opakovat, ale že necítil nic jiného než lidský a přirozený cit.
Další obětí je obézní mnich Berengar, knihovníkův pomocník s jasnými homosexuálními sklony, který je nalezen utopený v lázni ve vaně s prsty a jazykem rovněž černými. William najde na stole, u kterého byl Berengar předešlé noci, lístek pergamenu a najde na něm několik poznámek z nějaké knihy v řečtině, čímž se dovtípí, co se stalo: Berengar využil Adelmovy vášně pro knihy a dal mu výměnou za nedovolený styk jeden svazek, zakázanou knihu, kterou si Adelmo již dlouho chtěl přečíst. Adelmo souhlasil, ale pak se za noční bouře zachvácen studem a pocitem viny potuloval po opatství až potkal překladatele z řečtiny, kterému předal lístek pergamenu, načež se vrhl ze zdí opatství. Venantius, který chtěl vidět knihu, jež byla příčinou Adelmovy smrti, ji získal a vydal se ji ještě téže noci číst, ale náhle se mu udělalo nevolno a zemřel. Jeho mrtvé tělo našel Berengar, který ze strachu, že bude obviněn z propůjčení knihy jež je mnichům zapovězena studovat, Venantia odtáhl a hodil do nádoby s krví, kde bylo druhý den ráno nalezeno.
Kniha zůstala ležet na překladatelově stole a zvědavý Berengar ji začal číst, ale po chvíli se u něj projevily stejné příznaky otravy jako u Venantia. Poté, co knihu vrátil na své místo, se vykoupal ve vodě s lístky citroníku, aby si ulevil od bolesti, ale vše bylo marné, zachvátily ho křeče a on utonul. Závěr je tedy takový, že příčinou smrti je kniha, která zabíjí, nebo spíše pro kterou je někdo ochoten zabíjet; černé prsty a jazyk tedy mohly být způsobeny otravou. Opat však nedá na Williamova varovná slova a prozradí, že papežskou legaci doprovází inkvizitor Bernardo Gui, který by vše mohl vyšetřit. William s Adsonem najdou tajnou chodbu do knihovny, která je přístupná pouze knihovníkovi a jeho pomocníkovi, a jsou téměř uvězněni v komplexu místností, ze kterého se dostanou jen díky Adsonovi, který, aby se v labyrintu neztratil, důmyslně přivázal nit ze své kutny ke stolu v místnosti.
Po příjezdu inkvizitora Bernarda se situace v klášteře stává velmi vážnou: dívka z vesnice je v noci přistižena spolu se Salvatorem ve stodole s mrtvým černým kohoutem (kterého dívka vzala z hladu) a černou kočkou. Stodola Salvatorovou neopatrností vzplane, a tím jsou prozrazeni Bernardovým strážím. Oba jsou zatčeni a obviněni, že vzývají ďábla, Bernardo se domnívá, že dívka je čarodějnice. Salvatore je pak mučen a vyslýchán. Mezitím je ve svém laboratoriu zabit astrolábem další řeholník, herbarista Severin. Podle bot, které ještě stihne Severin vidět, je zřejmé, že jeho vrahem je knihovník Malachiáš, který si domyslel, že tajemná kniha je ukryta někde u Severina (uschoval ji u něj bez Severinova vědomí Berengar) a knihu z laboratoria odnesl. Záměrně ponoukne sklepníka Remiga k útěku z opatství pod záminkou, že Salvatore při mučení prozradil svoji i  Remigiovu kacířskou minulost mezi dolcinity. Jak správně předpokládá, Remigio je u hradeb chycen a zatčen strážemi, a tím na něj padne podezření za Severinovu smrt.
Během procesu se všemi třemi (dívkou, Remigiem a Salvatorem), který vyvrcholí jejich odsouzením k smrti upálením na hranici, dává William souhlas k vykonání rozsudku vyneseného Bernardem. Zároveň ale prohlašuje, že úmrtí v klášteře budou pokračovat. Inkvizitor ho obviní, že se snažil dívku a oba kacíře bránit, a řekne mu, že příští den s ním pojede do Avignonu, aby se před papežem Janem zodpovídal z kacířství. Adso, zoufalý z osudu dívky, kterou miluje, se s nelibostí dívá na Williama, kterého zřejmě více zajímají knihy než osud dívky.
Druhého dne během mše knihovník Malachiáš, který je zvyklý doprovázet „ctihodného Jorgeho“, zkolabuje a zemře, přičemž i on má zčernalé prsty na rukou a jazyk. Bernardo, který byl svědkem této scény, se na základě předpovědi, kterou vyslovil během procesu, domnívá, že vrahem je William, a nařídí svým strážím, aby ho zatkly. Williamovi se však podaří v nastálém zmatku spolu s Adsonem tajně uprchnout a oba se vydají do knihovny. Mezitím jsou dívka (považovaná za čarodějnici), Salvatore a Remigio postaveni na pláni za opatstvím na hranici a čekají na upálení. William a Adso odhalí utajenou místnost v knihovně za dveřmi maskovanými jako zrcadlo a najdou tam Jorgeho, kterého William požádá, aby mu přečetl druhou knihu Aristotelovy Poetiky, která pojednává o komedii, jediném dochovaném exempláři na celém světě. Jorge souhlasí, ale William si nasadí rukavice (což slepý Jorge nevidí), protože ví, že stránky knihy jsou napuštěné jedem. Záhada je tedy objasněna: Jorge byl viníkem těchto úmrtí; byl to on, kdo otrávil stránky knihy, aby každý, kdo je bude číst, našel jistou smrt. 
William se ho zeptá, proč to všechno udělal, a Jorge mu prozradí, že Aristotelovu knihu vždycky nenáviděl, protože pojednává o smíchu, který zabíjí strach. Bez strachu není víra v Boha možná: kdyby se z knihy všichni dozvěděli, že je možné smát se všemu, dokonce i Bohu, svět by se propadl do chaosu. Jorge pochopí, že tajemství knihy je prozrazeno, popadne ji a prchá labyrintem, ve kterém se výtečně vyzná i poslepu. Zachvácen fanatickým zápalem, začne otrávené listy stránky knihy trhat a polykat, aby spáchal sebevraždu. Před smrtí ještě stihne zaútočit na Adsona, odmrštit lampu, kterou měl Adso u sebe, a tím způsobit v knihovně velký požár ve kterém sám zahyne. Remigio a Salvatore mezitím uhoří na hranici, zatímco dívku zachrání vesničané, kteří napadnou Bernardovy stráže rozptýlené požárem v knihovně. Zatímco se William zoufale snaží zachránit co nejvíce knih před plameny, Adso, povzbuzován mistrem a v obavách o dívku, spěchá ven z opatství. Bernardo, prchající před rozzuřenými vesničany ve voze, se zabije pádem ze skály a Williamovi se nakonec podaří z ohně vyváznout bez zranění jen s několika knihami v náručí.
Dalšího dne opatství zcela vyhořelo. William a Adso se vydají z opatství, ale cestou potkají dívku, která Adsona němě přesvědčuje, aby zůstal. Adso si všimne, že ho jeho mistr zpovzdálí pozoruje, protože chce, aby se svobodně rozhodl, koho bude následovat. Po dojemném rozloučení jen očima se oba mladí lidé navždy rozejdou. Když William a Adso odcházejí po pláni pod opatstvím, Adso svým hlasem v závěru vyprávění prohlásí, že své volby nikdy nelitoval. Jeho mistr mu na znamení úcty přenechal své brýle a rozešli se. Adso se nikdy nedozvěděl, co se s ním stalo. Nikdy však nezapomněl na svou jedinou pozemskou lásku, jejíž jméno nikdy nepoznal.

## Rozdíly mezi filmem a knihou
Film byl se souhlasem Umberta Eca natočen podle jeho románu zcela volně a nezávisle, takže v úvodních titulcích nebylo napsáno „podle románu Umberta Eca“, ale „palimpsest románu Umberta Eca“. 
| „             | Annaud se rozhodl definovat svůj film v úvodních titulcích jako palimpsest ze Jména růže. Palimpsest je rukopis, který obsahoval původní text a který byl seškrábán, aby na něj mohl být napsán jiný text. Jedná se tedy o dva různé texty. A je dobře, že každý má svůj vlastní život. Annaud nechodí rozdávat klíče od mé knihy a myslím, že Annaudovi by vadilo, kdybych já chodil rozdávat klíče od jeho filmu. Mohu jen říci, abych uklidnil ty, kteří jsou tímto problémem posedlí, že podle smlouvy jsem měl právo vidět film, jakmile byl dokončen, a rozhodnout se, zda souhlasím s tím, aby mé jméno zůstalo jako autora inspirativního textu, nebo zda jsem ho stáhl, protože jsem film považoval za nepřijatelný. | “ |
| — Umberto Eco | |   |

Z toho vyplývá, že ve filmu se objevují rozdíly, v některých případech značné, jak v ději, tak v dialozích, které jsou vetkány do Ecova románu. Hlavní rozdíl oproti předloze spočívá v odstranění teoretických diskusí, které jsou příliš složité na to, aby mohly být převedeny na plátno, zejména úvodní scény mezi Williamem a opatem a mezi Williamem a Ubertinem da Casale, zredukované na několik fragmentů. Totéž platí pro soudní proces s Remigiem a poslední rozhodující konfrontaci mezi Williamem a Jorgem.
Film tak podává jednodušší vizi příběhu, méně zasazenou do kulturního kontextu a záměrně složitou, kde se řešení záhady a klíč k jejímu výkladu skrývají v dlouhých historicko-filozofických odbočkách. Ve filmu jsou viníci dobře prokresleni a potrestáni tak, jak divák očekává (scéna upálení a smrti Bernarda Gui, která v románu chybí, je zejména v této poslední epizodě historickým podvrhem). Stejně tak chybí jakýkoli náznak Williamova jemného obdivu k Jorgovi, čímž postava starce získává výrazně nenávistný vzhled. Ve filmu navíc přibyla závěrečná scéna s příchodem Adsonovy milenky (v románu je místo toho, zatímco Adso spí, odvedena spolu s Remigiem a Salvatorem a její osud je zpečetěn). Spojení neznámého jména dívky s pojmenováním růže je zcela svévolné, jako by to samo o sobě bylo konečnou metaforou celého příběhu (tato asociace je jasně vyjádřena hlasem vypravěče na samém konci filmu), protože název románu, z něhož film vychází, naznačuje mnohem subtilnější odkazy na středověkou filozofii.
Mezi mnoha detaily, které nejsou věrné knize, je například to, že pomocník knihovníka Berengar ve filmu nemluví, knihovník Malachiáš je vykreslen mnohem negativněji a opat nemá příliš velkou důvěru ve Williamovy schopnosti. Chybí také zmínka o několika postavách, které v knize hrají ne zcela vedlejší roli, včetně Bengta z Uppsaly, sklářského mistra Mikuláše z Morimondu a stoletého Alinarda z Grottaferraty. Knihovna je zde představena mnohem velkolepěji, co se týče scenérie, se složitou víceúrovňovou architekturou a vyvýšenými schodišti; v románu naopak knihovna zabírá pouze jedno patro a skládá se z jednoduchých místností propojených dveřmi. Chladná, zimní atmosféra kláštera je respektována, což je jedním z důvodů kouzla příběhu. Navíc mladý Adso, v románu benediktinský novic, je ve filmu františkánským novicem a zpočátku vůbec neví nic o Williamově inkviziční minulosti. Ubertino da Casale ve filmu také nosí františkánský hábit, na rozdíl od románu, kde je vylíčen jako plnohodnotný benediktinský mnich, který změnil řád, aby unikl svým nepřátelům u papežského dvora.